# Pierrette Herzberger-Fofana

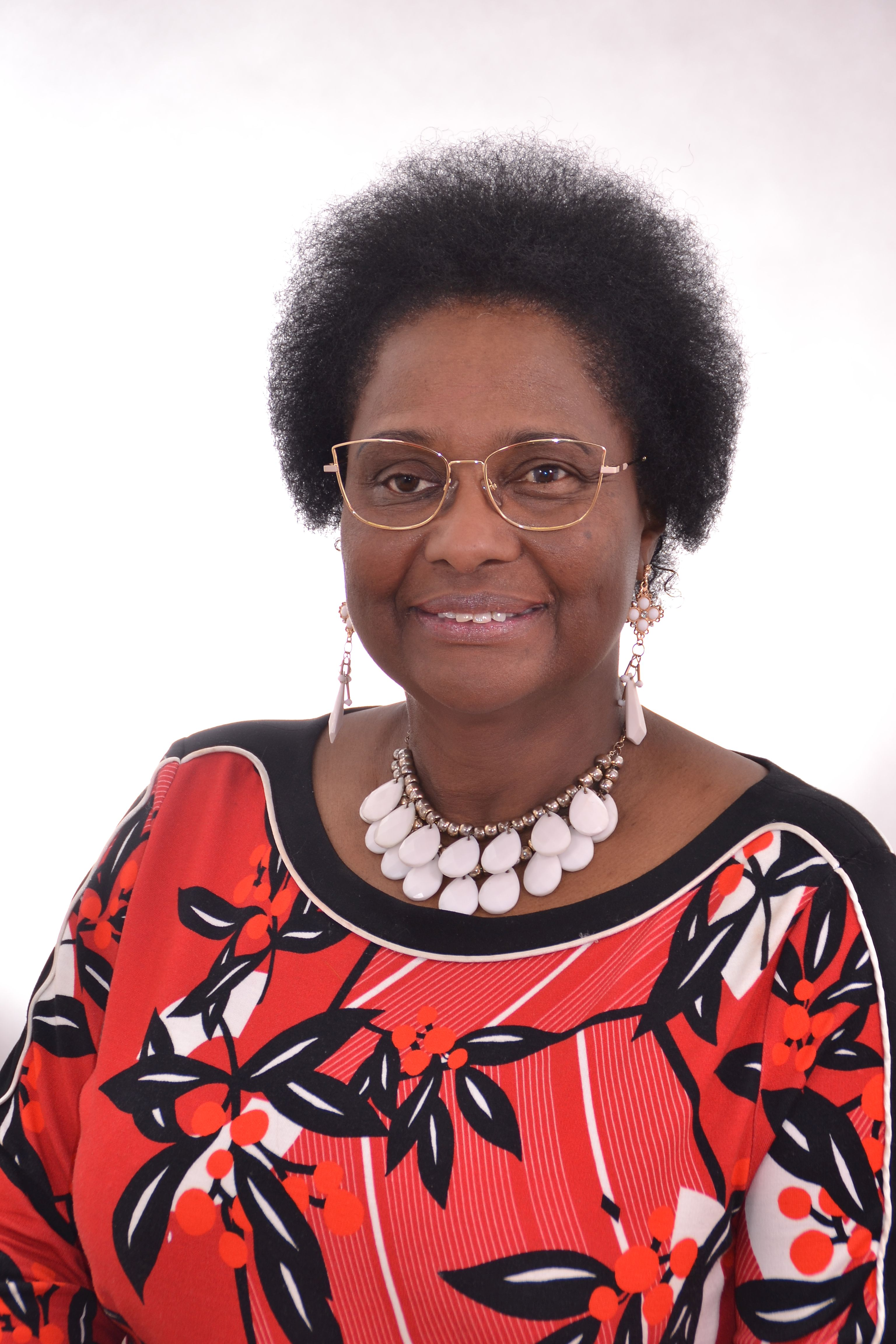
Imagem da Pierrette Herzberger-Fofana.

Pierrette Gabrielle Herzberger-Fofana (nascida em 20 de março de 1949 em Bamako) é uma política alemã-maliana da Aliança 90/Os Verdes e membro do Parlamento Europeu.

## Infância e educação
Herzberger-Fofana cresceu no Senegal. Ela formou-se em Paris em sociolinguística alemã e obteve um diploma adicional na Universidade de Trier. Ela obteve o seu doutorado na Universidade de Erlangen-Nuremberg com uma dissertação que abordava a literatura feminina na África subsaariana francófona.

## Carreira política
Em 2005, Herzberger-Fofana foi eleita pela primeira vez para o conselho municipal de Erlangen. Ela foi uma das quinze vencedoras do Helene-Weber-Preis 2009, concedido a mulheres comprometidas na política municipal. Ela é membro do conselho da DaMigra, a organização guarda-chuva das organizações de imigrantes.
Herzberger-Fofana avançou para o Parlamento Europeu no 21º lugar na lista europeia da Aliança 90/Os Verdes nas eleições europeias de 2019 na Alemanha. Actualmente, ela é a única eurodeputada negra da Alemanha.
Herzberger-Fofana actualmente desempenha funções no Comité de Desenvolvimento. Além das suas atribuições, Herzberger-Fofana faz parte das delegações do Parlamento para as relações com o Parlamento Pan-Africano e com a Comissão Parlamentar CARIFORUM -EU. Ela também co-preside o Intergrupo Anti-Racismo e Diversidade do Parlamento Europeu.

## Vida pessoal
Ela tem três filhos.

## Controvérsia
Em 17 de junho de 2020, a eurodeputada Dra. Pierrette Herzberger-Fofana alegou ter sido assediada por dois policiais belgas. A acusação foi feita na câmara do parlamento europeu. Os promotores de Bruxelas apresentaram uma queixa criminal.